# 에네츠인
에네츠인(러시아어: энцы)는 예니세이강 하구 근처의 동쪽 기슭에 사는 사모예드족이다. 역사적으로 유목민이었던 에네츠인 현재 북극권 근처 서부 시베리아 크라스노야르스크 변경주 포탈로보에 주로 거주하고 있다. 2010년 인구 조사에 따르면 러시아에 227명의 에네츠인이 있으며 러시아 외에 우크라이나 등에도 26명 에네츠인이 있다.
에네츠인들은 영토적으로 분리된 두 그룹으로 구성되어 있다. 하나는 스스로를 Somat으로 칭하며, 문헌에서는 Tundra Enets (또는 Khantai Samoyeds)로 알려져 있다. 다른 하나는 스스로를 ne-bai(즉, 숲 바이)라고 부르며 문헌에서는 숲 Enet으로 알려져 있다. 과거에는 Karasin Samoveds로 알려져 있었다.